# Rui Teles Palhinha
Rui Teles Palhinha, a veces escrito Ruy Telles Palhinha, (Angra do Heroísmo, Azores, 1871 - Lisboa, 1957) fue un botánico y profesor universitario portugués a quien se debe la exploración sistemática de la flora de las Islas Azores (Portugal). Fue director del Jardín Botánico de Lisboa. 

## Biografía
El Profesor Doctor Ruy Telles Palhinha nace en Angra do Heroísmo, Azores, el 4 de enero de 1871. Fue profesor en liceos de Santarém y Lisboa, así como profesor y director de la Escuela Normal Superior de Lisboa, donde enseñó Metodología Especial de Ciencias Histórico-Naturales. En la Universidad de Lisboa fue profesor y director de la Facultad de Farmacia y profesor de la Escuela politécnica, la actual Facultad de Ciencias, de la que fue secretario y dirigió tanto la Biblioteca como el Jardín botánico.
Muchos de los escritos del Profesor Palhinha - resultado, sobre todo, de las excursiones botánicas a las Azores realizadas en 1934, 1937 y 1938 bajo su dirección - inciden sobre las plantas del archipiélago. 
En otoño de 1957 trabajaba en el manuscrito de un catálogo de los espermatófitos azorianos, cuando un brutal accidente de tráfico le impediría ultimar esa obra en la que se ocupaba con tanto entusiasmo y que consideraba el colofón a sus estudios acerca de la flora de las Azores. Fallece el día 13 de noviembre de ese año.

## Honores
La ciudad de Angra do Heroísmo bautizó con su nombre una calle del barrio de Carreirinha, junto a la Escola Básica Integrada.

## Sociedades científicas
Era socio de la:
- Academia das Ciências de Lisboa
- Instituto de Coimbra
- Real Academia de Córdoba
- Sociedade Broteriana
- Sociedade de Geografia de Lisboa
- Sociedade Portuguesa de Ciências Naturais
- Société Botanique de France
- Société Botanique de Genève
- Société Linnéenne de Lyon, etc.

## Publicaciones
Listado, incompleto, de algunas de las obras del Profesor Palhinha:
- PALHINHA, Ruy Telles (1901). Elementos de Chimica. 1.º ano. Aillaud Edt., Lisboa (Libro de texto destinado a la enseñanza secundaria)
- PALHINHA, Ruy Telles (1904): Estudo sobre as saxífragas do Herbário do Jardim Botânico de Coímbra. Lisboa, Typographia d’A Editora, pp. [vii], 95, 2 mapas, en 8.º
- COUTINHO, Antonio Xavier Pereira, PALHINHA, Ruy Telles, editores (1939) - Flora de Portugal (Plantas Vasculares). Disposta em Chaves Dicotómicas, Bertrand (Irmãos), Ltd., Gravadores-Impressores, Lisboa
- PALHINHA, Rui Teles, L. GONÇALVES SOBRINHO (1941). - Contribuições para o conhecimento da flora dos Açores. Oporto, 64 pp.
- PALHINHA, Ruy Telles (1942). - Algumas considerações sobre a distribuição geográfica e ecologia no Arceuthobium oxycedri (DC) Marsch. Bieb. Boletim da Sociedade Broteriana, 2.ª série, 16: 137-143
- PALHINHA, Ruy Telles (1942). - Algumas considerações sobre a distribuição geográfica e ecologia no Arceuthobium oxycedri (DC) Marsch. Bieb. Açoreana, 3 (1): 1-5
- PALHINHA, Ruy Telles, A. G. da CUNHA e L. GONÇALVES SOBRINHO (1942). - Algumas observações ecológicas sobre o arquipélago açoriano. Boletim de Sociedade Portuguesa de Ciências Naturais, 13 (Sup. II): 197-205
- PALHINHA, Ruy Telles (1943). - Pteridófitos do arquipélago dos Açores. Bol. Soc. Broteriana, série 2, 17:215-249
- PALHINHA, Ruy Telles (1948). - Um livro sobre biogeografia macaronésica, Açoreana, 4 (3): 1-199
- PALHINHA, Ruy Telles (1949). - "Obra e Vida de Félix de Avelar Brotero". sep. de Memórias da Academia das Ciências de Lisboa, Classe de Ciências, Tomo V, Lisboa
- PALHINHA, Ruy Telles (1953). - Nomes populares de plantas nos Açores. O Instituto, 115: 74-101
- PALHINHA, Ruy Telles (1954). - Nota preliminar sobre a distribuição geográfica da flora nos Açores. Memórias da Academia das Ciências de Lisboa, Classe de Ciências, 6: 259-276
- PALHINHA, Rui Teles (1966) - Catálogo das plantas vasculares dos Açores. Sociedade de Estudos Açorianos Afonso Chaves, XI + 187 pp., Lisboa (edición financiada por las Juntas Generales de los Distritos Autónomos de Angra do Heroísmo y de Ponta Delgada)
- PEREIRA, A. (1974) - Flora de Portugal. Historiae Naturalis Classicae, Tomus XCVIII, 2.ª Edición dirigida por el Prof. Doctor Ruy Telles PALHINHA, Nueva York, EE. UU. 327 pp.